# Chakravarthi Padmanabhan Ramanujam
Ne doit pas être confondu avec le mathématicien Srinivasa Ramanujan.
Pour les articles homonymes, voir Ramanujan.
Chakravarthi Padmanabhan Ramanujam ou plus communément C. P. Ramanujam (9 janvier 1938 – 27 octobre 1974) est un mathématicien indien qui a travaillé dans les domaines de la théorie des nombres et la géométrie algébrique. Il a été élu membre de l'Académie indienne des sciences en 1973.
Comme son homonyme Srinivasa Ramanujan, Ramanujam a également eu une durée de vie très courte.
Comme David Mumford le raconte, Ramanujam a senti que l'esprit de mathématiques ne lui demandait pas de simples développements de routine, mais le bon théorème sur n'importe quel sujet donné. « Il voulait que les mathématiques soient belles et soient  claires et simples. Il a été parfois tourmenté par la difficulté de ces normes élevées, mais avec le recul, il est clair pour nous, combien de fois il a réussi à ajouter à notre connaissance des résultats à la fois nouveaux, beaux et avec un véritable cachet original ».

## Enfance et éducation
Ramanujam est né dans une famille tamoule le 9 janvier 1938 à Madras (aujourd'hui Chennai), en Inde, comme l'aîné de sept ans, de Chakravarthi Srinivasa Padmanabhan. Il a terminé ses études et rejoint le Loyola College de Madras en 1952. Il voulait se spécialiser en mathématiques. Son maître et ami, à cette époque, était le Père Racine, un missionnaire qui avait obtenu son doctorat sous la supervision d'Élie Cartan. Avec l'encouragement et la recommandation du  Père Racine, Ramanujam étudie et il est admis à l'école d'études supérieures au Tata Institute of Fundamental Research (TIFR) à Bombay. Son père aurait voulu qu'il intègre l'Institut indien de statistiques de Calcutta étant donné qu'il avait passé avec succès l'examen d'entrée.

## Carrière
Ramanujam part pour Bombay à l'âge de dix-huit afin de poursuivre son intérêt pour les mathématiques. Lui et son ami et camarade de classe Raghavan Narasimhan (en), et S. Ramanan (en) intègrent le TIFR ensemble en 1957. À l'Institut Tata, venaient en visite des mathématiciens de tous les coins du monde. C'était une tradition pour certains étudiants d'écrire les comptes-rendus de chaque cycle de conférences. En conséquence, Ramanujam a écrit dans sa première année, les notes des conférences de Max Deuring sur les fonctions algébriques d'une variable. C'était un effort non négligeable et ses notes ayant été rédigées de façon claire elles ont été bien reçues. Cela a révélé son esprit d'analyse, vu comme il a réussi à simplifier et compléter les notes sur une courte période de temps. « Il pouvait rendre des solutions difficiles plus simples et élégantes grâce à sa profonde connaissance du sujet » rapporte Ramanan. « Les conférences de Max Deuring lui ont donné le goût pour la théorie algébrique des nombres. Il a étudié non seulement la géométrie algébrique et la théorie analytique des nombres pour laquelle il fait preuve d'une connaissance profonde, mais il est devenu un expert dans plusieurs autres sujets connexes ».
Sur la suggestion de son directeur de thèse, K. G. Ramanathan (en), il a commencé à travailler sur un problème concernant les travaux du théoricien des nombres allemand Carl Siegel, dont il a simplifié la méthode antérieure. Il s'est intéressé au Problème de Waring dans des corps de nombres algébriques et a obtenu des résultats intéressants. En reconnaissance de son travail et de sa contribution à la théorie des nombres, l'Institut le promeut au rang de professeur agrégé. Il proteste contre cette promotion jugée "imméritée", avant d'être convaincu d'accepter le poste. Il se met à écrire sa thèse en 1966 et obtient son doctorat en 1967. Le Dr Siegel, qui a été l'un des examinateurs, a été très impressionné par le jeune homme et la profondeur de la connaissance et de ses grandes capacités mathématiques.
Ramanujam écrit les cours de conférences d'Igor Chafarevitch en 1965 sur les modèles minimaux et la transformation birationnelle de schémas en deux dimensions. Chafarevich a par la suite écrit que Ramanujam non seulement avait corrigé ses erreurs mais complété les preuves de plusieurs résultats. La même chose s'est produite avec les conférences de David Mumford sur les variétés abéliennes, qui ont été données au TIFR autour de 1967. Mumford a écrit dans la préface de son livre que les notes avaient amélioré son travail et que ses travaux en cours sur les variétés abéliennes étaient un travail conjoint entre lui et Ramanujam. Un fait peu connu est que pendant ce temps il a commencé à apprendre l'allemand, l'italien, le russe et le français afin qu'il puisse étudier des travaux mathématiques dans leur forme originale. Sa bibliothèque personnelle contenait un assez grand nombre de travaux mathématiques en d'autres langues que l'anglais.
En 1969, il fournit à l'écrivain Georges Perec les deux carrés latins d'ordre 12 qui ont servi d'ossature à son projet Lieux

## Maladie et mort
De 1964 à 1968, il a fait de grands progrès en théorie des nombres et ses contacts avec Chafarevich et Mumford l'ont conduit à la géométrie algébrique. Selon Ramanathan et d'autres collègues, ses progrès et sa compréhension profonde de la géométrie algébrique étaient phénoménaux. En 1964, il participe au Colloque international sur l'analyse différentielle où il gagne le respect d'Alexandre Grothendieck et de David Mumford, qui l'invitent à Paris et à Harvard. Il accepte l'invitation et se rend à Paris, mais pour une courte période. Il est diagnostiqué en 1964 schizophrène avec une grave dépression et il quitte Paris pour Chennai. Plus tard, il décide de quitter son poste au TIFR.
Il quitte son poste à Bombay en 1965, après un accès de la maladie et obtient un poste permanent en tant que professeur à Chandigarh, au Pendjab. Là, il rencontre le jeune étudiant Chitikila Musili (en), qui plus tard a continué à prouver des résultats intéressants en géométrie en lien avec la théorie des groupes de Lie et a écrit de bons livres sur le sujet. Ramanujam séjourne à Chandigarh seulement huit mois, et il doit retourner à Chennai à nouveau pour le traitement. Son domicile réel était le TIFR et il y retourne encore, en juin 1965. A cette époque, il  accepte une invitation de l'Institut des hautes études scientifiques, près de Paris. Il est à peine arrivé qu'il repart à Chennai. Malheureusement, la schizophrénie, très bien soignable aujourd'hui, n'a pas été correctement diagnostiquée et traitée à temps. Ainsi, il a continué jusqu'à la fin de sa vie à être très créatif pour de courtes périodes avant d'être rattrapé par la maladie. Encore une fois, en 1970, il envoie sa lettre de démission au TIFR mais l'institut ne le prend pas au sérieux. Au même moment Mumford l'invite à Warwick en tant que professeur invité au cours de l'année de géométrie algébrique. Mumford écrit qu'il a passé beaucoup de merveilleuses soirées avec Ramanujam et que sa présence a contribué de manière importante à la réussite de l'année de géométrie algébrique. Un célèbre livre écrit pendant ce temps, par Michael Artin et David Mumford, reconnaît les suggestions et l'aide de Ramanujam. Il effectue aussi un court séjour à Turin, où il est largement apprécié et accepté. Juste après sa mort, une salle commémorative a été nommée d'après lui dans l'ancien institut de mathématiques de l'université de Gênes.
De retour en Inde après son année à l'Université de Warwick, Ramanujam postule pour un poste de professeur à l'Institut Tata des sciences sociales, mais sur leur campus de Bangalore, où l'Institut Tata dispose d'une antenne de mathématiques appliquées. Bien que Ramanjuam n'avait rien à voir avec ce domaine, l'Institut, souhaitant qu'il continue ses recherches, met en place un arrangement grâce auquel il peut rester et y travailler. A cette époque, il est profondément touché et déprimé par sa maladie. Il est chargé d'une nouvelle branche traitant de mathématiques appliquées. Il s'installe à Bangalore, mais la dépression causée par sa maladie lui fait quitter l'Institut. Au cours de l'une de ces attaques, il essaye de se suicider, mais a été sauvé à temps. Cependant le 27 octobre 1974, après une discussion animée avec un professeur étranger en visite, il se suicide avec une surdose de barbituriques. Il avait à peine trente-sept ans.